# Juan Francisco de Montemayor Córdoba y Cuenca
Juan Francisco de Montemayor Córdoba y Cuenca (Laluenga, Huesca, 1618 - Huesca o Madrid, 21 de agosto de 1685) fue un jurista y magistrado español que ejerció como capitán general y gobernador de Santo Domingo entre 1660-1662 y como oidor de la Real Cancillería de México entre 1667 y 1682; reconquistó la Isla de la Tortuga a los piratas y escribió diversos trabajos sobre leyes, política y sociedad.

## Biografía

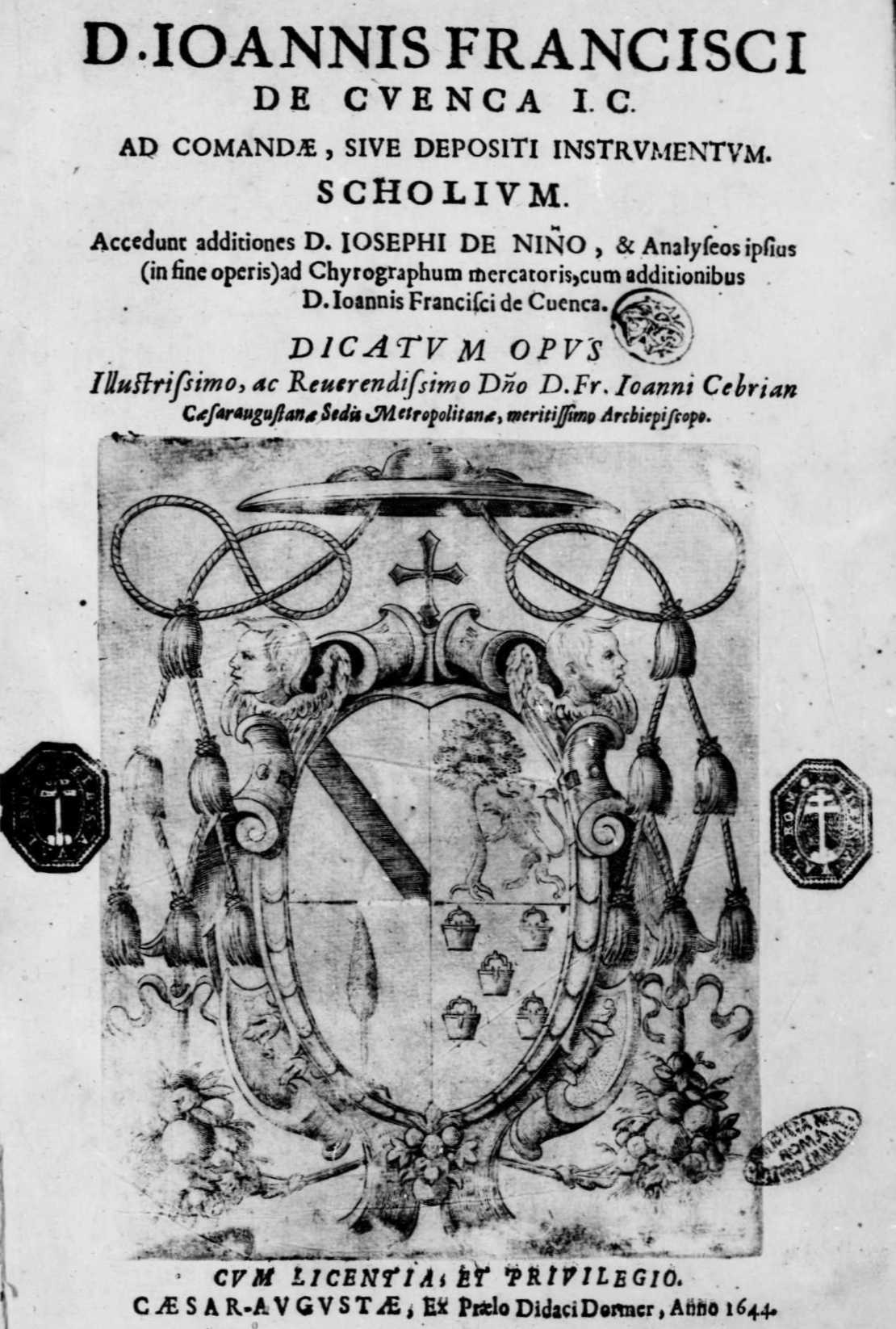
Ad comandae siue depositi instrumentum scholium, 1644

Nació en 1618 en el municipio de Laluenga, en la antigua diócesis de Lérida, en Huesca (Aragón, España) y fue bautizado en su iglesia parroquial el 7 de septiembre de 1618. Sus padres fueron Nadal de Montemayor de Cuenca y  María de Lissa, ambos originarios del obispado de Barbastro, también en el reino de Aragón. Ellos eran agricultores y poseían casas y tierras en Laluenga. Tuvo un hermano menor que él: Ambrosio Montemayor de Cuenca.
De condición noble, fue señor de la villa de Alfocea. Estudió en el colegio de Laluenga, para pasar luego a la Universidad de Huesca, donde estudió jurisprudencia, matriculándose en la facultad de leyes, probablemente, en 1633, a los 15 años. Así, inició su carrera de abogacía. En 1642, fue nombrado juez de enquestas de la Corona de Aragón y oidor de Cataluña y en el año 1643 fue designado Comisario General y Auditor General del Ejército. Tras esto, en 1645, viajó hacia Santo Domingo,  donde ocupó el cargo de oidor de su Audiencia.
En la audiencia dominicana ejerció como decano, presidente, gobernador y finalmente capitán general de Santo Domingo. Como capitán general, trató de pacificar la isla y controlar a los amerindios que, debido a la política de su sucesor, pensaban en levantar una rebelión. También luchó contra los colonos y bucaneros franceses, ingleses y holandeses que atacaban de forma frecuente y creciente a los españoles desde varios lugares que habían ocupado en algunas islas cercanas a la Española. Así reconquistó la Isla de la Tortuga, donde había una comunidad de bucaneros franceses, y la defendió de los ataques ingleses, volvió a fortificar la Isla de Santo Domingo y reorganizó sus milicias.
En 1657 la corona premió su éxito nombrándolo oidor de la Real Cancillería de México, donde ejerció una política similar a la de Santo Domingo, en lo que se refiere a pacificar la región. Además, impulsó el crecimiento económico de la hacienda pública, que hasta ese momento se encontraba arruinada. Entre 1669 y 1673 fue también Juez de policía en la Ciudad de México.
Se jubiló en 1682 y regresó a Huesca. Murió el 21 de agosto de 1685 en su casa de Huesca, o en Madrid. Fue enterrado en la iglesia del Carmen de la Observancia de Huesca, siendo trasladado luego a la iglesia de la Inmaculada Concepción de la villa de Alfocea, tal y como él pidió antes de su muerte. En esta iglesia se conserva su retrato y su elogio y armas, así como una inscripción que indica que el templo fue levantado a sus expensas.

## Escritos

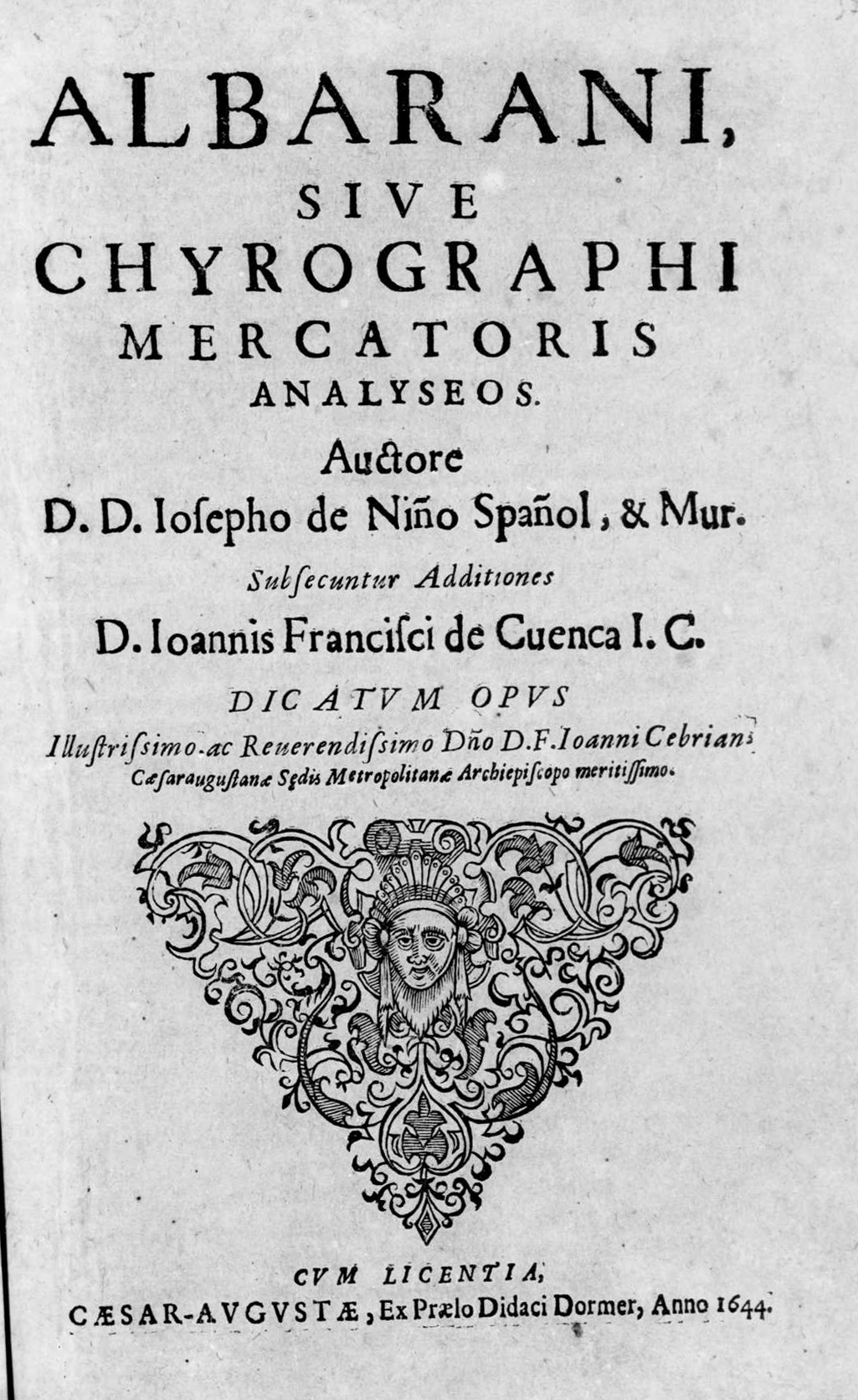
Albarani, sive chyrographi mercatoris analyseos, 1644

Como literato, escribió muchas obras. Sus trabajos se pueden dividir en cuatro grupos: obras de derecho civil común y derecho foral aragonés; obras de derecho aragonés; obras de cuestiones jurídicas indianas; y obras de carácter eclesiástico. Sus trabajos fueron escritos en varios idiomas. Las más notables fueron: 
- Ad comandae siue depositi instrumentum scholium (en latín). Zaragoza: Diego Dorner. 1644.
- Albarani, sive chyrographi mercatoris analyseos (en latín). Zaragoza: Diego Dormer. 1644.
- De sui personalique defensione (1645).
- Discurso histórico, jurídico político del derecho y repartimiento de presas y despojos aprehendidos en justa guerra (publicado en México en 1658, siendo el primer tratado escrito sobre los derechos de las personas publicado en América).
- Excubationes semicentum ex decisionibus regiae chancellariae Sancti Dominici insulae, vulgo dictae Española, totius novi orbis primatis compaginatas edit (1667)
- Propugnatio pro regia jurisdictione, et auctoritate (1667).
- Summaria investigación de el origen y privilegios de los Ricos Hombres o Nobles, Caballeros, Infanzones o Hijos dalgo y Señores de Vasallos de Aragón y del absoluto poder que en ellos tienen (este fue el primer libro heráldico escrito en América. Fue publicado en México en 1664).
- Recopilación sumaria de algunos mandamientos y ordenanzas del govierno de esta Nueva España (1677)
- Recopilación sumaria de algunos autos acordados (1677).[1]

## Familia
No tuvo hijos, siendo sus únicos herederos los hijos de su hermano Ambrosio: Ventura Montemayor Córdoba de Cuenca, Juan Francisco de Montemayor, y Ana de Montemayor y Córdoba.

## En la literatura
Juan Francisco de Montemayor es un personaje secundario relevante, tío de la protagonista, en la novela histórica Mar abierto (2016), de María Gudín.